# Krav Maga

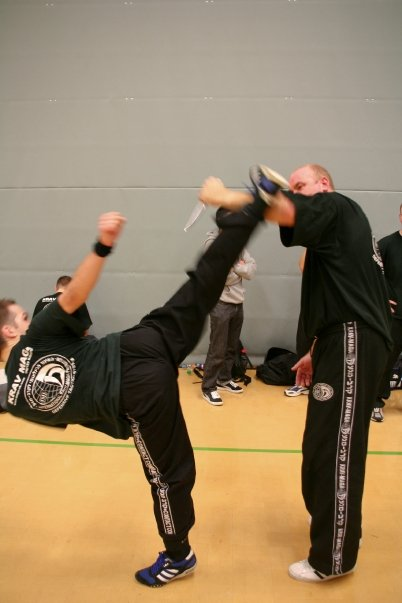

Krav Maga (/ˌ krɑːv məˈɡɑː/ KRAHV mə- GAH; tiếng Do Thái : קרב מגע , IPA: [ˈkʁav maˈɡa]) là một môn võ Do Thái - Israel. Nó được phát triển bởi võ sĩ Hungary-Israel Imi Lichtenfeld ở Slovakia. Ngày nay nó được sử dụng bởi các Lực lượng Quốc phòng Israel. Nó bắt nguồn từ các kĩ thuật được sử dụng trong Aikido, Judo, Karate, Quyền Anh và đấu vật. Nó được biết đến vì tập trung vào các tình huống thực tế và mang lại hiệu quả cực cao.
| Trắng |
| Vàng  |
|       |
| Cam   |
|       |
| Lục   |
|       |
| Lam   |
|       |
| Nâu   |
|       |
| Đen   |
|       |
|       |
|       |
|       |